# XM723
XM723 (англ. XM723 — «экспериментальный прототип 723») — опытная боевая машина пехоты (БМП) США 1970-х годов. Программа создания новой БМП была развёрнута в 1973 году, после прекращения работ над международным проектом основного боевого танка MBT-70 и связанной с ним программы MICV-70 (англ. Mechanised Infantry Combat Vehicle ’70 — «боевая машина механизированной пехоты 1970-х»).

## История создания XM723
Ранее, в рамках программы MICV-70 был конкретизован ряд принципиальных компоновочных решений и согласован основной комплекс требований к перспективной БМП, за основу был взят положительный опыт, приобретённый при испытаниях машины XM701.
Принципиальными решениями, наследованными от концепции, реализованной в XM701 (MICV-65), являлись: плавающая БМП общей вместимостью 12 человек (3+9); двухместная башня, оснащенная малокалиберной автоматической пушкой; бронирование, обеспечивающее защиту машины с передних направлений обстрела от снарядов 23-мм пушки, а со стороны бортов и кормы от огня 14,5-мм пулемёта КПВТ.
Причем, как пишет Блэйр Ховорт, эти требования по защите XM723 уже являлись отступлением от исходных требований командования систем оружия СВ США (англ. Army Weapons Command, WECOM), предусматривавших круговую защиту БМП от 23-мм снарядов.
При таком перечне согласованных требований проектная боевая масса составляла 15400 кг, проектная стоимость машины (на 1970 год) 151575 долл. Следует сказать, что боевая масса XM723 являлась  параметром, подвергавшимся наибольшему числу корректировок в ходе многократных ревизий проекта. 
После изучения предложений, представленных различными фирмами, победителем конкурса стала компания FMC, и в ноябре 1972 года ей был выдан контракт стоимостью 29,3 млн. долл. на разработку новой БМП и производство трёх её прототипов и 12 предсерийных машин. Контракт покрывал расходы на опытно-конструкторские работы, изготовление трёх машин-прототипов, машины для оценки выбранной системы бронирования ballistic vehicle, также 12 опытных (пилотных) машин, включая расходы на проектирование связанных систем и обеспечение необходимых испытаний.
FMC представила принципиально новую машину XM723, основанную на механической части плавающей машины Корпуса морской пехоты США LVT-7. Одной из особенностей XM723 являлась новый тип использованной бронезащиты - разнесённого бронирования с внешними стальными экранами, объединёнными в блок-пакет и удалёнными от основной алюминиевой брони бронекорпуса (англ. spaced laminate steel/aluminium armor). Последняя обладала лучшими характеристиками бронестойкости при обстреле из 14,5-мм пулемёта КПВТ, при данной массе, по сравнению с иными материалами брони, находившимися в производстве в тот период времени. Крупнокалиберным пулемётом КПВТ вооружались советские БТР-60 и БТР-80.
Первый прототип XM723 был поставлен в декабре 1973 года, В течение следующего года были поставлены ещё 16 машин. Испытания новой БМП продолжались вплоть до 1976 года и в целом проходили успешно.
Поскольку, как оказалось, новая БМП не могла быть создана в пределах назначенного диапазона масс 15800...17200 кг, этот пункт спецификации был заменён на 19500 кг.
При этом фактическая масса машин экспериментальной серии (англ. Experimental Development Vehicles, EDV) превышала номинальную и составляла 19800 кг. Эти изменения были связаны, главным образом, с внесением необходимых корректировок в проектную документацию, вызванных необходимостью повышения надёжности и долговечности систем, отвечающих за подвижность машины.
Серийное производство XM723 планировалось начать в 1978 году, но Армию США не удовлетворяла высокая стоимость БМП, составлявшая около 233 тыс. долл.

## Появление  проекта БМП «Брэдли»
В августе 1976 года министерство Армии создало рабочую группу под руководством бригадного генерала Ричарда Ларкина (Richard Larkin task force) для оценки состояния программы создания БМП, и выяснения, способна ли она (MICV program) удовлетворять перспективным требованиям Армии. В ходе работы группы Ларкина были изучены различные БМП третьих стран, включая германскую Marder, французскую AMX-10P, и несколько экземпляров советских БМП-1, захваченных в Сирии. БМП Marder исследовалась вторично (ранее в рамках программы MICV-65), однако она (точнее воплощённые в ней концептуальные подходы) снова была отвергнута, исходя из высокой стоимости, высокой массы, отсутствия плавучести, и использованных на ней бронезащиты и вооружения.
После трёх месяцев работы группа Ларкина формулировала ряд рекомендаций, следующие из которых были приняты Армией в октябре 1976 года:
- Должна быть разработана принципиально единая машина, как для транспортировки войск, так и для целей разведки (по проектам MICV-70 и ARSV соответственно) с одинаковым уровнем защищённости.
- Машина должна быть оснащена противотанковой системой TOW и 25-мм пушкой в двухместной башне TBAT-II (англ. TOW Bushmaster armored turret, two man).
- Пусковая установка ПТУР TOW в виде двухтрубной системы должна размещаться с левой стороны башни, для придания машине способности вести борьбу с танками.
- Должны быть сохранены амбразуры.
- Машина должна быть плавающей.
- Машина должна обладать одинаковым уровнем бронезащиты с XM723.
- Машина должна быть придана строевым частям по следующему расчёту: четыре на взвод, 13 на роту и 41 на батальон[6].

На поддержку указанных рекомендаций работало осознание основного недостатка советской БМП-1, проявленного в боевых действиях 1973 года, - «ограниченные возможности обзора командира БМП-1 и отсутствие у него непосредственного доступа к оружию и датчикам». Рекомендации были приняты Армией в октябре 1976 года.
В 1976 году было принято решение об отказе от дальнейших работ по проекту и начале, с использованием наработок по XM723, новой программы под названием англ. Fighting Vehicle System, предусматривавшей разработку двух машин: XM2 Infantry Fighting Vehicle, и XM3 Cavalry Fighting Vehicle.
Отличительной особенностью новой машины должен был стать новый комплекс вооружения, размещенный в двухместной башне, и включавший, помимо 25-мм пушки, противотанковую систему TOW. Новая башня, система вооружения и новая машина (MICV TBAT-II) получили проектное наименование TBAT-II (англ. TOW Bushmaster armored turret, two man).
С принятием этих рекомендаций XM723 приобрела статус базовой машины для осуществления новой программы, которая в итоге привела к появлению БМП «Брэдли». В ноябре 1976 года проект был одобрен и FMC приступила к проектированию и созданию макета «новой машины XM723». В новой машине место механика-водителя сохранялось впереди слева от МТУ. Место командира теперь находилось в новой двухместной башне справа, место наводчика слева от него. В этом положении командир располагал полем зрения в 360° посредством восьми перископов, размещённых по окружности вокруг его люка.
Опытная партия ХМ2 и ХМ3 с боевой массой 21,3 т была готова к 1979 году, испытания проводились на Абердинском полигоне. Обе машины незначительно отличались от варианта TBAT-II. В частности была изменена конфигурация левого борта машины. В вариантах ХМ2 и ХМ3 верхний край вертикального пакета разнесённой многослойной брони представлял собой прямую горизонталь, проходящую до кормы, была изменена конструкция бронезащиты вокруг амбразур. По правому борту верхний край разнесённой брони сохранил ступенчатую форму с перепадом высот, аналогично XM723, но располагался ниже в районе МТО и башни машины.
В 1981 году машины были приняты на вооружение как М2/М3 Bradley. Машина сохранила базовую конфигурацию корпуса XM723.

## Конструкция
XM723 имела переднемоторную компоновку, с размещением моторно-трансмиссионного отделения и отделения управления в передней части машины, справа и слева, соответственно, боевого отделения — в средней и десантного отделения — в кормовой части корпуса. 
Как пишет автор монографии Блэйр Ховорт, детально исследовавший историю  создания БМП M2 «Брэдли», компоновка передней части XM723 напоминала своего  аналога, БМП-1. Слева от МТО (дизель 450 л.с.) находилось место механика-водителя, за ним место командира БМП и командира отделения (десанта).
За двигателем, справа от командира в одноместной башне размещался стрелок-наводчик. По компоновке десантного отделения XM723 принципиально отличалась от других БМП.
Экипаж БМП состоял из трёх человек: механика-водителя и командира, чьи места находились в отделении управления, и стрелка-наводчика, располагавшегося в одноместной башне; в десантном отделении имелись места для восьми или девяти пехотинцев.

### Броневой корпус и башня
Броневой корпус XM723 был собран из катаных плит алюминиевой брони из нетермоупрочняемого сплава 5083, включая крышу и днище корпуса. Передняя часть башни и наклонные борта толщиной около 45 мм (45мм/54°) выполнены из термоупрочняемого сплава 7039 с повышенной стойкостью. Разнесённая схема защиты вертикальных бортов и кормы вместе с внешними экранами из разнотвердой стали образовывала новую разновидность конструктивной брони (англ. spaced laminate steel/aluminium armor), разработанную Лабораторией баллистики Ballistic Research Laboratory специально для XM723. При относительно небольшой массе предложенная схема бронирования обеспечивала лучшую стойкость при обстреле боеприпасами малокалиберного оружия в сравнении с монолитной броней. Стальные экраны крепилась к алюминиевому корпусу на болтах-шпильках. Дополнительную защиту лобовой части корпуса обеспечивал водоотражательный щиток, он же понтон, на верхней лобовой детали.
По данным советского источника, связанного с академией бронетанковых войск, лобовая броня XM723 рассчитана на защиту от бронебойных подкалиберных снарядов 20-30 мм с дистанции 300 м, борта — от 14,5 мм бронебойных пуль с дистанции 300 м.
Горизонтальные проекции машины (крыша корпуса и башни) толщиной 38...43 мм обеспечивали защиту от осколков 155-мм (по другим данным 152-мм) осколочно-фугасного снаряда при воздушном подрыве на удалении 10 метров.
Разнесённой стальной бронёй, для защиты от противотанковых мин, была усилена и лобовая часть днища. Бронирование башни состояло как из стальной, так и из алюминиевой брони. На ранних прототипах перевозимый десант включал девять человек, но позднее число мест было уменьшено до восьми, из которых два размещались друг за другом слева от башни, и шесть — в кормовом десантном отделении.
Высадка и посадка членов экипажа производились через индивидуальные люки в крыше корпуса и башни, десанта — через кормовую дверь-аппарель, имевшую гидравлический привод, либо через аварийную дверцу в её левой части.

### Сноски
1. ↑  К указанным требованиям по защите машины, крайне редко встречающимся в открытых источниках, автор Блэйр Ховорт дает развёрнутый комментарий, в конце которого приводит любопытную фразу. Дословно: «Требование по защите XM723 от огня 23-мм калибра позднее (в 1973) было аннулировано (complitely dropped), поскольку 14,5-мм калибр оставался нормой для советских крупнокалиберных пулемётов». Как можно понять из этой фразы, после аннулирования в ТТТ на защиту калибра 23 мм, максимальный калибр средств поражения, от которого обеспечивалась защита XM723 это 14,5 мм. При этом автор умолчал, что это требование было не аннулировано, а заменено на калибр 25 мм (собственной пушки «Бушмастер») вместе с её бронебойным подкалиберным снарядом APDS-T применительно к обстрелу машины из переднего сектора. И что именно это требование (25 мм APDS-T V0=1360 м/с, Д=300 м; с бронепробитием не хуже 25мм/60°/1600 м), впервые реализованное на XM723 (XM2), позднее стало нормой для всех западных машин этого класса.
2. ↑  Промежуточное решение, последовавшее после очередной ревизии тактико-технических требований к перспективной БМП, проведённой комиссией Кейзи (Casey Board), имевшей целью формирование облика БМП более компактной, с меньшими массой и стоимостью.